# Un posto pulito, illuminato bene
Un posto pulito, illuminato bene è un racconto di Ernest Hemingway, scritto e pubblicato per la prima volta su rivista nel 1926 e raccolto in volume nel 1933.

## Trama
Un vecchio sordo è seduto in un caffè e, pur essendo quasi notte, continua a bere. Tutti gli altri clienti se ne sono oramai già andati e i camerieri hanno solo lui da servire; fino a che non si decide ad andarsene non possono neanche loro tornarsene a casa. Due di loro, uno giovane e l'altro più vecchio, seduti ad un tavolo lì vicino lo guardano e cominciano così a chiacchierare di quello che sanno di lui per sentito dire.
Uno dei camerieri dice allora che il vecchio ha tentato d'ammazzarsi proprio la settimana prima, ma non aveva motivo di essere disperato in quanto "ha un sacco di soldi". Vedendo un soldato che sta portando a passeggio una giovane donna, il più giovane dei due camerieri incomincia a spazientirsi chiedendosi il motivo per cui il vecchio sia fuori ad un'ora così tarda.
Proprio in quel momento battendo sul piattino chiede che gli portino un altro brandy; borbottano tra sé e sé il giovane cameriere risponde e va a versargli seccamente il liquore, commentando che il vecchio avrebbe dovuto riuscire nel suo intento di uccidersi la settimana prima. Il cameriere preferirebbe di molto essere a letto con la moglie che in caffetteria.
In seguito la conversazione tra i camerieri prosegue, a partir nuovamente dal tema del recente tentativo di suicidio del vecchio; si dice che l'uomo voleva impiccarsi e che la nipote è riuscita appena in tempo a tirarlo giù. Il giovane cameriere davvero non ne può più, vuole tornare a casa dalla moglie che lo aspetta e che si lamenta sempre perché lui non torna mai prima delle tre del mattino.
Dopo che il vecchio chiede per l'ennesima volta che gli portino da bere, il giovane cameriere rifiuta: Per stasera basta, dice, dobbiamo chiudere. Contando lentamente le monete che ha nel portafogli il vecchio s'appresta a pagare, lasciando pure la mancia per i camerieri. Questi lo guardano allontanarsi strascicando un po' i piedi, con passo incerto ma ancora dignitoso.
Finalmente il giovane cameriere può correre dalla moglie ma, nella loro ultima conversazione, il più anziano dei due pare riflettere che oramai neanche lui ha più il vigore della giovinezza e che, tra poco, farà parte di quelli "che fanno tardi seduti ai caffè", paragonando così se stesso al vecchio che se n'è appena andato.